# Žlebina
Žlebina falu Horvátországban Verőce-Drávamente megyében. Közigazgatásilag Gradinához tartozik.

## Fekvése
Verőce központjától légvonalban 12, közúton 21 km-re északkeletre,  községközpontjától 7 km-re északra, Nyugat-Szlavóniában, a Drávamenti-síkságon, a Dráva jobb partja közelében, Rušani és Újgrác között fekszik.

## Története
A település a 19. század első felében Žlebina-puszta néven mezőgazdasági majorként keletkezett a Jankovich család birtokán. Lakói főként a magyarországi Somogy, Tolna és Baranya megyéből települtek ide, főként az olcsó földek és a könnyebb megélhetés reményében.
A településnek 1857-ben 70, 1910-ben 383 lakosa volt. 1910-ben a népszámlálás adatai szerint lakosságának 89%-a magyar, 11%-a horvát anyanyelvű volt. Az I. világháború után 1918-ban az új szerb-horvát-szlovén állam, majd később (1929-ben) Jugoszlávia része lett. A II. világháború idején az üldöztetés elől elmenekült magyar lakosság helyére a háború után horvátok és szerbek érkeztek. 1991-ben 258 főnyi lakosságának 73%-a horvát, 21%-a szerb nemzetiségű volt. A délszláv háború során elmenekült szerbek helyére boszniai és szerémségi horvátok települtek le. 2011-ben falunak 315 lakosa volt.

## Lakossága
| Lakosság változása | Lakosság változása | Lakosság változása | Lakosság változása | Lakosság változása | Lakosság változása | Lakosság változása | Lakosság változása | Lakosság változása | Lakosság változása | Lakosság változása | Lakosság változása | Lakosság változása | Lakosság változása | Lakosság változása | Lakosság változása |
| ------------------ | ------------------ | ------------------ | ------------------ | ------------------ | ------------------ | ------------------ | ------------------ | ------------------ | ------------------ | ------------------ | ------------------ | ------------------ | ------------------ | ------------------ | ------------------ |
| 1857               | 1869               | 1880               | 1890               | 1900               | 1910               | 1921               | 1931               | 1948               | 1953               | 1961               | 1971               | 1981               | 1991               | 2001               | 2011               |
| 70                 | 215                | 170                | 356                | 340                | 383                | 381                | 725                | 914                | 918                | 832                | 667                | 536                | 499                | 374                | 315                |

(1921-ig településrészként.)

## Nevezetességei
Római katolikus harangláb az egykori pravoszláv templom helyén.